# ТЕС Рамешварам
9°19′39″ пн. ш. 78°55′24″ сх. д. / 9.32750° пн. ш. 78.92333° сх. д.
ТЕС Рамешварам – теплова електростанція на півдні Індії у штаті Тамілнад.
В 2006 році на майданчику станції стали до ладу 10 генераторних установок на основі двигунів внутрішнього згоряння потужністю по 8,73 МВт. Крім того, відпрацьовані ними гази через котли-утилізатори живлять парову турбіну з показником у 8 МВт. 
У 2011-му майданчик підсилили двома генераторними установками такої саме потужності 8,73 МВт. В подальшому ще двічі додавали по дві генераторні установки, так що не пізніше 2017-го ТЕС досягнула загальної потужності у 149,2 МВт. 
Як паливо станція використовує природний газ, який надходить із місцевих родовищ, що розробляються компанією ONGC. Також можливо відзначити, що в першій половині 2020-х на півдні Тамілнаду виникла можливість отримувати ресурс з терміналу для прийому ЗПГ Енноре через трубопроводи Енноре – Тутукуді та Раманатапурам – Тутукуді.
Видача продукції відбувається по ЛЕП, що працює під напругою 110 кВ.
До травня 2016-го вироблена електроенергія продавалась енергопостачальній компанії Tamil Nadu Generation and Distribution Corporation (TANGEDCO), після чого станція перейшла на прямі контракти із споживачами.
Проект реалізувала компанія Arkay Energy (Rameswarm) Limited (AERL), основним учасником якої із часткою 90,21% є індійська група Ind-Barath Power Infra Limited (IBPIL).